# Sticherus hastulatus
Sticherus hastulatus är en ormbunkeart som först beskrevs av Eduard Rosenstock, och fick sitt nu gällande namn av Takenoshin Nakai. Sticherus hastulatus ingår i släktet Sticherus och familjen Gleicheniaceae. Inga underarter finns listade.